# Bäckmyrtjärnen, Västerbotten
Bäckmyrtjärnen är en sjö i Skellefteå kommun i Västerbotten och ingår i Mångbyåns huvudavrinningsområde.